# يانغزوم برايين
يانغزوم برايين (بالإنجليزية: Yangzom Brauen)‏ (و. 1980  م) هي ممثلة أفلام سويسرية، ولدت في سويسرا.

## وصلات خارجية
- يانغزوم برايين على موقع IMDb (الإنجليزية)
- يانغزوم برايين على موقع روتن توميتوز (الإنجليزية)
- يانغزوم برايين على موقع ألو سيني (الفرنسية)
- يانغزوم برايين على موقع أول موفي (الإنجليزية)
- يانغزوم برايين على موقع قاعدة بيانات الأفلام السويدية (السويدية)
- يانغزوم برايين على موقع قاعدة بيانات الفيلم (الإنجليزية)
- يانغزوم برايين على موقع كينوبويسك (الروسية)